# Križe (gmina Tržič)
Križe – wieś w Słowenii, w gminie Tržič. W 2018 roku liczyła 887 mieszkańców.